# Tornei di tennis maschili nel 1894
Prima della nascita della cosiddetta "Era Open" del tennis, ossia l'apertura ai tennisti professionisti degli eventi più importanti, tutti i tornei erano riservati ad atleti dilettanti. Nel 1894 tutti i tornei erano amatoriali, tra questi c'erano i tornei del Grande Slam: il Campionato francese di tennis, il Torneo di Wimbledon, e gli U.S. National Championships.

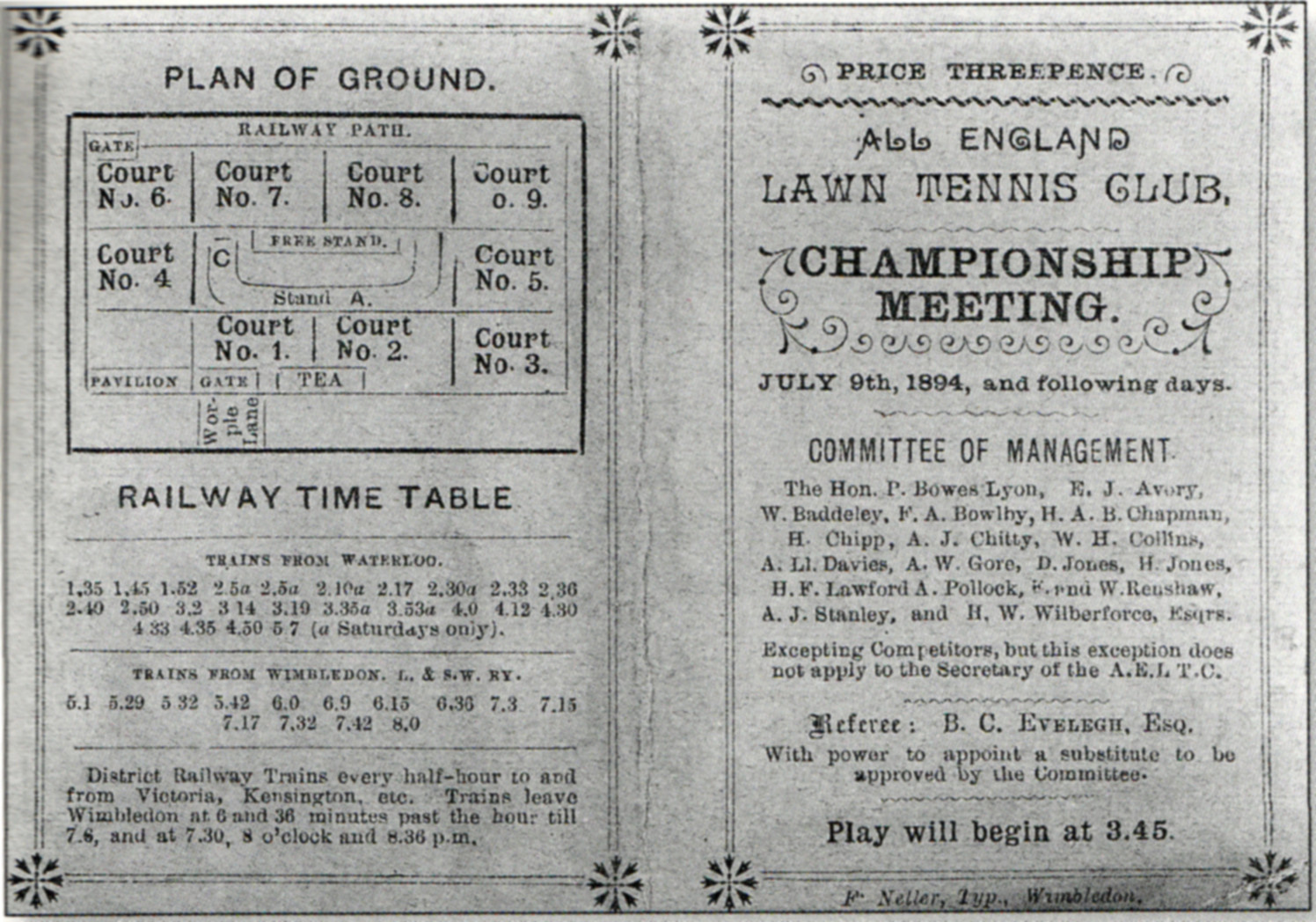
Programma del Torneo Wimbledon del 1894

Nel 1894 venne disputata la 18ª edizione del Torneo di Wimbledon questo vide la seconda e ultima vittoria in carriera di Joshua Pim, detentore del titolo, che sconfisse nel challenge round il britannico Wilfred Baddeley per 10–8, 6–2, 8–6. Baddeley aveva battuto Ernest Wool Lewis nella finale del torneo preliminare per 6–0, 6–1, 6–0 prima di accedere al challenge round. Nell'8ª edizione del doppio maschile Wilfred ed Herbert Baddeley conquistarono il trofeo battendo nella finale del torneo preliminare Harry Barlow e Charles Martin per 5-7, 7-5, 4-6, 6-3, 8-6. I Baddeley ottennero così il titolo perché il challenge round non venne disputato, a causa della defezione di Joshua Pim e Frank Stoker, che non difesero il titolo
Nel 1894 venne disputata anche la 14ª edizione dell'Irish Championships dove s'impose il britannico Joshua Pim che sconfisse in finale Thomas Chaytor per 3-6 1-6 6-2 6-2 9-7. Nello U.S. National Championships, (oggi conosciuto come US Open) tenutosi sui campi in erba del Newport Casino di Newport negli Stati Uniti nel singolare maschile s'impose lo statunitense Robert Wrenn, che sconfisse l'irlandese Manliff Goodbody in 4 set col punteggio di 6-8 6-1 6-4 6-4. Oltre al torneo di singolare maschile si disputò anche il torneo di doppio: qui s'imposero i detentori del titolo Clarence Hobart e Frederick Hovey che sconfissero in finale Carr Neel e Sam Neel per 6-3, 8-6, 6-1.
Nel New South Wales Championships di Sydney ad imporsi nel singolare maschile fu l'australiano Dudley Webb che in finale sconfisse il connazionale Ben Green col punteggio di 5-7, 6-0, 6-2, 6-4.
Nel British Covered Court Championships di Londra disputato su campi in parquet indoor, s'impose, nel singolare maschile, il detentore del titolo Harold Mahony, che nel challenge round sconfisse Guy Brabazon Pilkington per 6-4 8-10 6-2.
Nel Campionato francese di tennis (oggi conosciuto come Open di Francia o Roland Garros) il francese André Vacherot si impose nel torneo del singolare maschile battendo in finale il connazionale Gérard Brosselin per 1-6, 6-3, 6-3. Nelle prime edizione questo torneo era riservato solo ai residenti in Francia o comunque a quei giocatori non francesi che fossero affiliati ad un club transalpino. Solo nel 1925 il torneo sarebbe stato aperto anche agli stranieri.

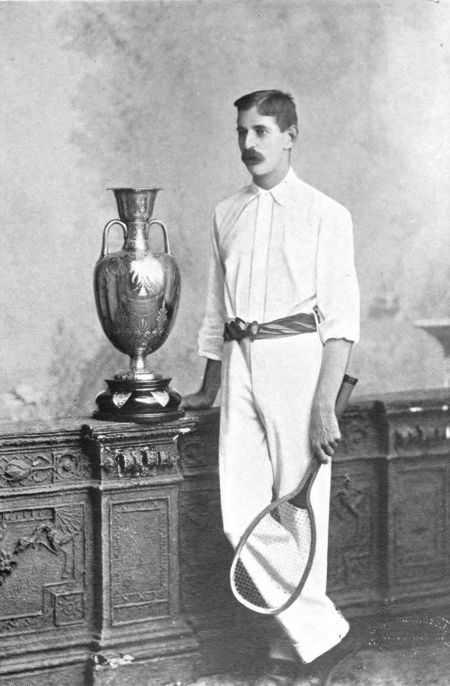
Immagine di Joshua Pim che nel 1894 vinse il suo secondo e ultimo titolo ai Championships

## Calendario

### Gennaio
Nessun evento

### Febbraio
| Settimana  | Torneo                                                                     | Vincitore                       | Finalista          | Semifinalisti | Eliminati ai quarti |
| ---------- | -------------------------------------------------------------------------- | ------------------------------- | ------------------ | ------------- | ------------------- |
| 3 febbraio | South Australian Championships 1894 Adelaide, Australia Singolare - Doppio | Robert George Bowen 6-4 6-2 6-1 | John Richard Baker |               |                     |
| 3 febbraio | South Australian Championships 1894 Adelaide, Australia Singolare - Doppio |                                 |                    |               |                     |

### Marzo
Nessun evento

### Aprile
| Settimana | Torneo                                                                            | Vincitore                  | Finalista               | Semifinalisti | Eliminati ai quarti |
| --------- | --------------------------------------------------------------------------------- | -------------------------- | ----------------------- | ------------- | ------------------- |
| aprile    | British Covered Court Championships 1894 Londra, Gran Bretagna Singolare - Doppio | Harold Mahony 6-4 8-10 6-2 | Guy Brabazon Pilkington |               |                     |
| aprile    | British Covered Court Championships 1894 Londra, Gran Bretagna Singolare - Doppio |                            |                         |               |                     |

### Maggio
| Settimana | Torneo                                                                  | Vincitore                             | Finalista            | Semifinalisti                        | Eliminati ai quarti                                                                        |
| --------- | ----------------------------------------------------------------------- | ------------------------------------- | -------------------- | ------------------------------------ | ------------------------------------------------------------------------------------------ |
| maggio    | German Championships 1894 Amburgo, Germania Singolare - Doppio          | Graf Victor Voss 6-1 6-4 11-9         | Christian Winzer     |                                      |                                                                                            |
| maggio    | German Championships 1894 Amburgo, Germania Singolare - Doppio          |                                       |                      |                                      |                                                                                            |
| 20 maggio | New South Wales Championships 1894 Sydney, Australia Singolare - Doppio | Dudley Webb 5-7 6-0 6-2 6-4           | Ben Green            | Edward Bury Dewhurst Thomas Tatchell | Henry Francis De Little David Leslie Gaden Percy Brereton Colquhoun Arnold Edward Crossman |
| 20 maggio | New South Wales Championships 1894 Sydney, Australia Singolare - Doppio |                                       |                      | Edward Bury Dewhurst Thomas Tatchell | Henry Francis De Little David Leslie Gaden Percy Brereton Colquhoun Arnold Edward Crossman |
| 24 maggio | Southern Championships 1894 Washington, USA Singolare - Doppio          | Wililam Gordon Parker 6-4 6-3 5-7 6-4 | Edwin Philip Fischer |                                      |                                                                                            |
| 24 maggio | Southern Championships 1894 Washington, USA Singolare - Doppio          |                                       |                      |                                      |                                                                                            |
| 26 maggio | Irish Championships 1894 Dublino, Irlanda Singolare - Doppio            | Joshua Pim 3-6 1-6 6-2 6-2 9-7        | Thomas Chaytor       |                                      |                                                                                            |
| 26 maggio | Irish Championships 1894 Dublino, Irlanda Singolare - Doppio            |                                       |                      |                                      |                                                                                            |

### Giugno
| Settimana | Torneo                                                                             | Vincitore                                       | Finalista            | Semifinalisti | Eliminati ai quarti |
| --------- | ---------------------------------------------------------------------------------- | ----------------------------------------------- | -------------------- | ------------- | ------------------- |
| 2 giugno  | New England Championships 1894 New Haven, USA Singolare - Doppio                   | Arthur Ellsworth Foote 3-6 6-3 6-4 3-6 6-3      | Clarence Hobart      |               |                     |
| 2 giugno  | New England Championships 1894 New Haven, USA Singolare - Doppio                   |                                                 |                      |               |                     |
| 4 giugno  | Welsh Covered Court Championships 1894 Craigside, Gran Bretagna Singolare - Doppio | William Sidney Nelson Heard 6-1 3-6 2-6 6-4 6-1 | James Herbert Crispe |               |                     |
| 4 giugno  | Welsh Covered Court Championships 1894 Craigside, Gran Bretagna Singolare - Doppio |                                                 |                      |               |                     |
| 9 giugno  | Middlesex Championships 1894 Chiswick Park, Gran Bretagna Singolare - Doppio       | Harry Barlow 3-6 6-3 7-5 6-1                    | Harold Mahony        |               |                     |
| 9 giugno  | Middlesex Championships 1894 Chiswick Park, Gran Bretagna Singolare - Doppio       |                                                 |                      |               |                     |
| 16 giugno | Northern Championships 1894 Liverpool, Gran Bretagna Singolare - Doppio            | Wilfred Baddeley 4-6 11-9 4-6 6-3 6-4           | Joshua Pim           |               |                     |
| 16 giugno | Northern Championships 1894 Liverpool, Gran Bretagna Singolare - Doppio            |                                                 |                      |               |                     |
| 17 giugno | South African Championships 1894 Città del Capo, Sudafrica Singolare - Doppio      | Lennox L. Giddy 6-1 6-3 6-0                     | W.T. Edmonds         |               |                     |
| 17 giugno | South African Championships 1894 Città del Capo, Sudafrica Singolare - Doppio      |                                                 |                      |               |                     |
| 23 giugno | Kent Championships 1894 Beckenham, Gran Bretagna Singolare - Doppio                | Horace Arthur Bruce Chapman 3-6 3-6 6-3 6-4 6-3 | Harry Barlow         |               |                     |
| 23 giugno | Kent Championships 1894 Beckenham, Gran Bretagna Singolare - Doppio                |                                                 |                      |               |                     |
| 30 giugno | Queen's Club Championships 1894 Londra, Gran Bretagna Singolare - Doppio           | Harold Mahony 6-2 6-3 6-3                       | Wilfred Baddeley     |               |                     |
| 30 giugno | Queen's Club Championships 1894 Londra, Gran Bretagna Singolare - Doppio           |                                                 |                      |               |                     |

### Luglio
| Settimana | Torneo                                                                       | Vincitore                                             | Finalista                   | Semifinalisti | Eliminati ai quarti |
| --------- | ---------------------------------------------------------------------------- | ----------------------------------------------------- | --------------------------- | ------------- | ------------------- |
| 1º luglio | Middle States Championships 1894 Mountain Station, USA Singolare - Doppio    | William Larned 6-4 4-6 6-2 6-2                        | Richard Stevens             |               |                     |
| 1º luglio | Middle States Championships 1894 Mountain Station, USA Singolare - Doppio    |                                                       |                             |               |                     |
| 4 luglio  | Pacific Coast Championships 1894 San Rafael, USA Singolare - Doppio          | Samuel Percy Hardy 6-0 6-3 6-1                        | Thomas Aloysius Driscoll    |               |                     |
| 4 luglio  | Pacific Coast Championships 1894 San Rafael, USA Singolare - Doppio          |                                                       |                             |               |                     |
| 5 luglio  | Welsh Championships 1894 Newport, Gran Bretagna Singolare - Doppio           | George Courtenay Ball Greene 7-5 6-1 4-6 6-2          | Edward Roy Allen            |               |                     |
| 5 luglio  | Welsh Championships 1894 Newport, Gran Bretagna Singolare - Doppio           |                                                       |                             |               |                     |
| 5 luglio  | Campionato francese di tennis 1894 Parigi, Francia Singolare - Doppio        | André Vacherot 1-6 6-3 6-3                            | Gérard Brosselin            |               |                     |
| 5 luglio  | Campionato francese di tennis 1894 Parigi, Francia Singolare - Doppio        | Gérard Brosselin Lesage 6-4 2-6 6-2                   | G. Hetley Robinson          |               |                     |
| 12 luglio | Western Championships 1894 Chicago, USA Singolare - Doppio                   | Samuel Thompson Chase 6-4 8-6 2-6 0-6 7-5             | Carr Baker Neel             |               |                     |
| 12 luglio | Western Championships 1894 Chicago, USA Singolare - Doppio                   |                                                       |                             |               |                     |
| 17 luglio | Torneo di Wimbledon 1894 Londra, Gran Bretagna Singolare - Doppio            | Joshua Pim 10-8 6-2 8-6                               | Wilfred Baddeley            |               |                     |
| 17 luglio | Torneo di Wimbledon 1894 Londra, Gran Bretagna Singolare - Doppio            | Wilfred Baddeley Herbert Baddeley 5-7 7-5 4-6 6-3 8-6 | Harry Barlow Charles Martin |               |                     |
| 25 luglio | Warwickshire Championships 1894 Leamington, Gran Bretagna Singolare - Doppio | Harry Barlow 6-4 4-6 4-6 6-1 6-4                      | Charles Gladstone Allen     |               |                     |
| 25 luglio | Warwickshire Championships 1894 Leamington, Gran Bretagna Singolare - Doppio |                                                       |                             |               |                     |
| 27 luglio | Longwood Bowl 1894 Boston, USA Singolare - Doppio                            | William Larned 6-2 6-4 6-2                            | Richard Stevens             |               |                     |
| 27 luglio | Longwood Bowl 1894 Boston, USA Singolare - Doppio                            |                                                       |                             |               |                     |
| 27 luglio | Scottish Championships 1894 Wemyss, Gran Bretagna Singolare - Doppio         | Richard Millar Watson 6-1 6-2 6-2                     | Gerald William Peacocke     |               |                     |
| 27 luglio | Scottish Championships 1894 Wemyss, Gran Bretagna Singolare - Doppio         |                                                       |                             |               |                     |
| 30 luglio | Northwestern Championships 1894 Lake Minnetonka, USA Singolare - Doppio      | Carr Neel 6-2 6-1 6-2                                 | George Beiden               |               |                     |
| 30 luglio | Northwestern Championships 1894 Lake Minnetonka, USA Singolare - Doppio      |                                                       |                             |               |                     |

### Agosto
| Settimana | Torneo | Vincitore                                   | Finalista                 | Semifinalisti | Eliminati ai quarti |
| --------- | --- | ------------------------------------------- | ------------------------- | ------------- | ------------------- |
| agosto    | Essex Championships 1894 Colchester, Gran Bretagna Singolare - Doppio                                       | Edward Roy Allen 6-1 6-1                    | Hugh Marley               |               |                     |
| agosto    | Essex Championships 1894 Colchester, Gran Bretagna Singolare - Doppio                                       |                                             |                           |               |                     |
| agosto    | Suffolk Championships 1894 Saxmundham, Gran Bretagna Singolare - Doppio                                     | Rupert L. Hamblin-Smith 6-2 6-2 6-5         | Robert Baldock Scott      |               |                     |
| agosto    | Suffolk Championships 1894 Saxmundham, Gran Bretagna Singolare - Doppio                                     |                                             |                           |               |                     |
| 4 agosto  | Northumberland Championships 1894 Newcastle upon Tyne, Gran Bretagna Singolare - Doppio                     | Edward Roy Allen walkover                   | Charles Gladstone Allen   |               |                     |
| 4 agosto  | Northumberland Championships 1894 Newcastle upon Tyne, Gran Bretagna Singolare - Doppio                     |                                             |                           |               |                     |
| 4 agosto  | Queensland Championships 1894 Brisbane, Australia Singolare - Doppio                                        | Ernest John Gilligan 6-1 6-3 5-7 6-2        | Robert Russell Love       |               |                     |
| 4 agosto  | Queensland Championships 1894 Brisbane, Australia Singolare - Doppio                                        |                                             |                           |               |                     |
| 18 agosto | Derbyshire Championships 1894 Buxton, Gran Bretagna Singolare - Doppio                                      | David Grainger Chaytor 6-1 6-2 1-0 ritiro   | Harry Barlow              |               |                     |
| 18 agosto | Derbyshire Championships 1894 Buxton, Gran Bretagna Singolare - Doppio                                      |                                             |                           |               |                     |
| 20 agosto | Southern California Championships 1894 Santa Monica, USA Cemento Singolare - Doppio                         | Robert Peyton Carter                        | non conosciuta (bandiera) |               |                     |
| 20 agosto | Southern California Championships 1894 Santa Monica, USA Cemento Singolare - Doppio                         |                                             |                           |               |                     |
| 25 agosto | North of England Championships 1894 (Yorkshire Championships) Scarborough, Gran Bretagna Singolare - Doppio | Edward Roy Allen 6-0 6-4                    | Charles William Wade      |               |                     |
| 25 agosto | North of England Championships 1894 (Yorkshire Championships) Scarborough, Gran Bretagna Singolare - Doppio |                                             |                           |               |                     |
| 28 agosto | U.S. National Championships 1894 Newport, USA Singolare - Doppio                                            | Robert Wrenn 6-8 6-1 6-4 6-4                | Manliff Goodbody          |               |                     |
| 28 agosto | U.S. National Championships 1894 Newport, USA Singolare - Doppio                                            | Clarence Hobart Frederick Hovey 6-3 8-6 6-1 | Carr Neel Sam Neel        |               |                     |

### Settembre
| Settimana    | Torneo                                                                           | Vincitore                             | Finalista        | Semifinalisti | Eliminati ai quarti |
| ------------ | -------------------------------------------------------------------------------- | ------------------------------------- | ---------------- | ------------- | ------------------- |
| 9 settembre  | Sussex Championships 1894 Brighton, Gran Bretagna Singolare - Doppio             | Wilfred Baddeley 6-1 6-0 2-6 7-5      | Harry Barlow     |               |                     |
| 9 settembre  | Sussex Championships 1894 Brighton, Gran Bretagna Singolare - Doppio             |                                       |                  |               |                     |
| 15 settembre | South of England Championships 1894 Eastbourne, Gran Bretagna Singolare - Doppio | Wilfred Baddeley 6-3 3-6 6-3 6-1      | Harry Barlow     |               |                     |
| 15 settembre | South of England Championships 1894 Eastbourne, Gran Bretagna Singolare - Doppio |                                       |                  |               |                     |
| 25 settembre | Torneo di Boulogne 1894 Boulogne, Francia Singolare - Doppio                     | Wilberforce Vaughan Eaves 7-5 6-1 6-2 | Edward Roy Allen |               |                     |
| 25 settembre | Torneo di Boulogne 1894 Boulogne, Francia Singolare - Doppio                     |                                       |                  |               |                     |

### Ottobre
| Settimana  | Torneo                                                                    | Vincitore                 | Finalista               | Semifinalisti | Eliminati ai quarti |
| ---------- | ------------------------------------------------------------------------- | ------------------------- | ----------------------- | ------------- | ------------------- |
| 2 ottobre  | National Collegiate Championships 1894 New Haven, USA Singolare - Doppio  | Malcolm Chace 6-3 6-4 6-3 | Clarence Rhodes Budlong |               |                     |
| 2 ottobre  | National Collegiate Championships 1894 New Haven, USA Singolare - Doppio  |                           |                         |               |                     |
| 13 ottobre | Metropolitan Championships 1894 Strathfield, Australia Singolare - Doppio | Dudley Webb 6-3 6-3       | Henry Richard Crossman  |               |                     |
| 13 ottobre | Metropolitan Championships 1894 Strathfield, Australia Singolare - Doppio |                           |                         |               |                     |

### Novembre
Nessun evento

### Dicembre
| Settimana   | Torneo                                                                        | Vincitore                              | Finalista               | Semifinalisti | Eliminati ai quarti |
| ----------- | ----------------------------------------------------------------------------- | -------------------------------------- | ----------------------- | ------------- | ------------------- |
| 1º dicembre | Victorian Championships 1894 Melbourne, Australia Singolare - Doppio          | Ben Green 6-1 3-6 6-2 6-1              | Augustus Daniel Kearney |               |                     |
| 1º dicembre | Victorian Championships 1894 Melbourne, Australia Singolare - Doppio          |                                        |                         |               |                     |
| 29 dicembre | New Zealand Championships 1894 Christchurch, Nuova Zelanda Singolare - Doppio | James Richard Hooper 3-6 6-1 6-2 6-1   | Harry Alabaster Parker  |               |                     |
| 29 dicembre | New Zealand Championships 1894 Christchurch, Nuova Zelanda Singolare - Doppio | Richard Dacre Harman Frederick Wilding |                         |               |                     |